# Å-festival
Å-festival er Danmarks største kristne musikfestival. Den afholdes hvert år i pinsen ved flodbredbredden af Skjern Å i Sønder Felding, og har over 3000 deltagende fra ind- og udland.
I modsætning til andre festivaler er det gratis at høre al musikken, i stedet finansieres festivalen af frivillige gaver. 
Festivalen arrangeres af Sønder Felding Missionshus og repræsentanter fra Indre Mission på landsplan.